# فولکس‌واگن کرافتر

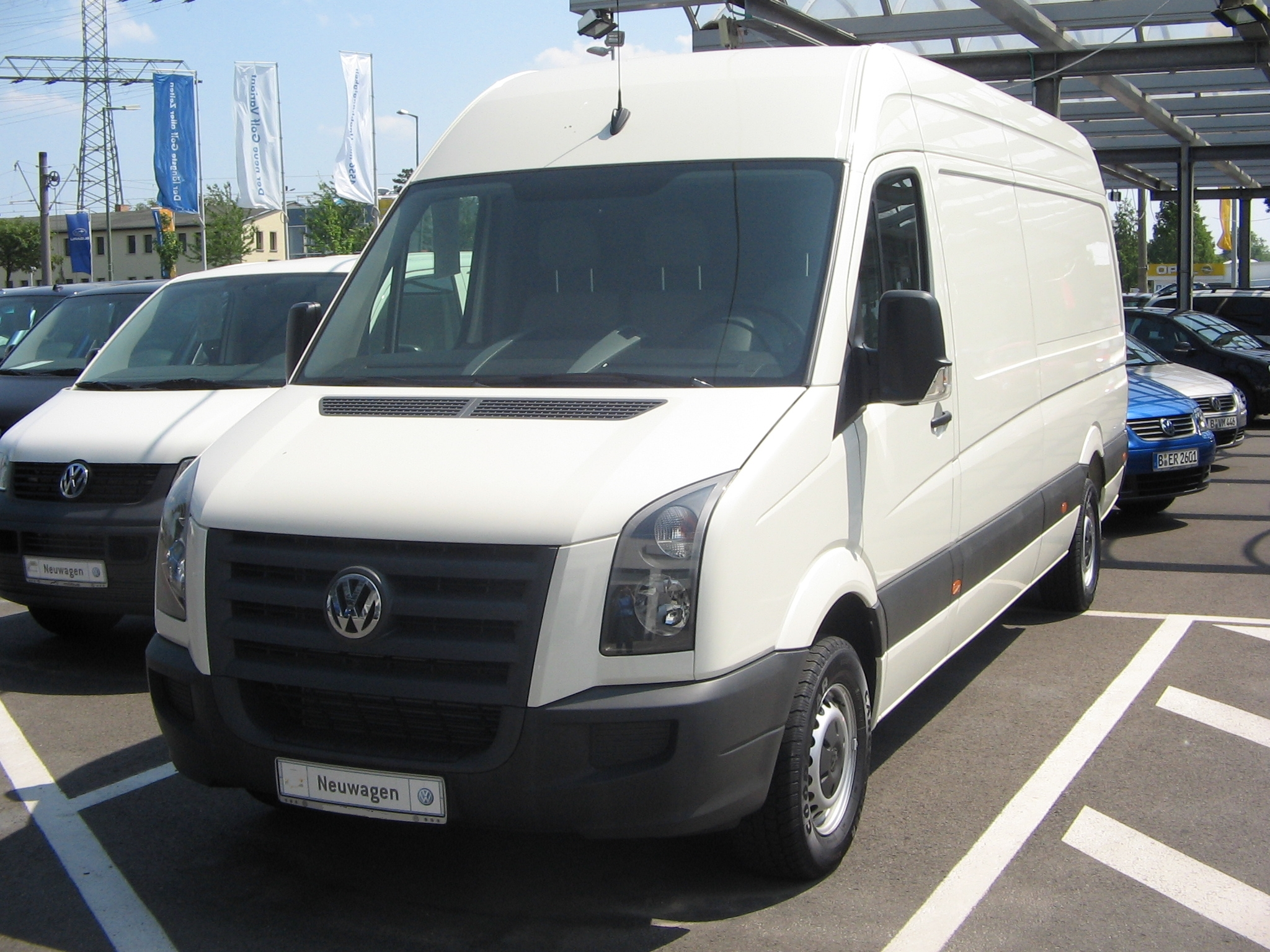

فولکس‌واگن کرافتر (Volkswagen Crafter) خودرویی است که از سال ۲۰۰۶ تا کنون در دوسلدورف و آلمان تولید شده‌است. طراحی آن موتور جلو و توزیع نیروی پیشران بوده است. سیستم جعبه‌دندهٔ آن ۶ دنده به دو صورت خودکار و دستی است.

## نگارخانه

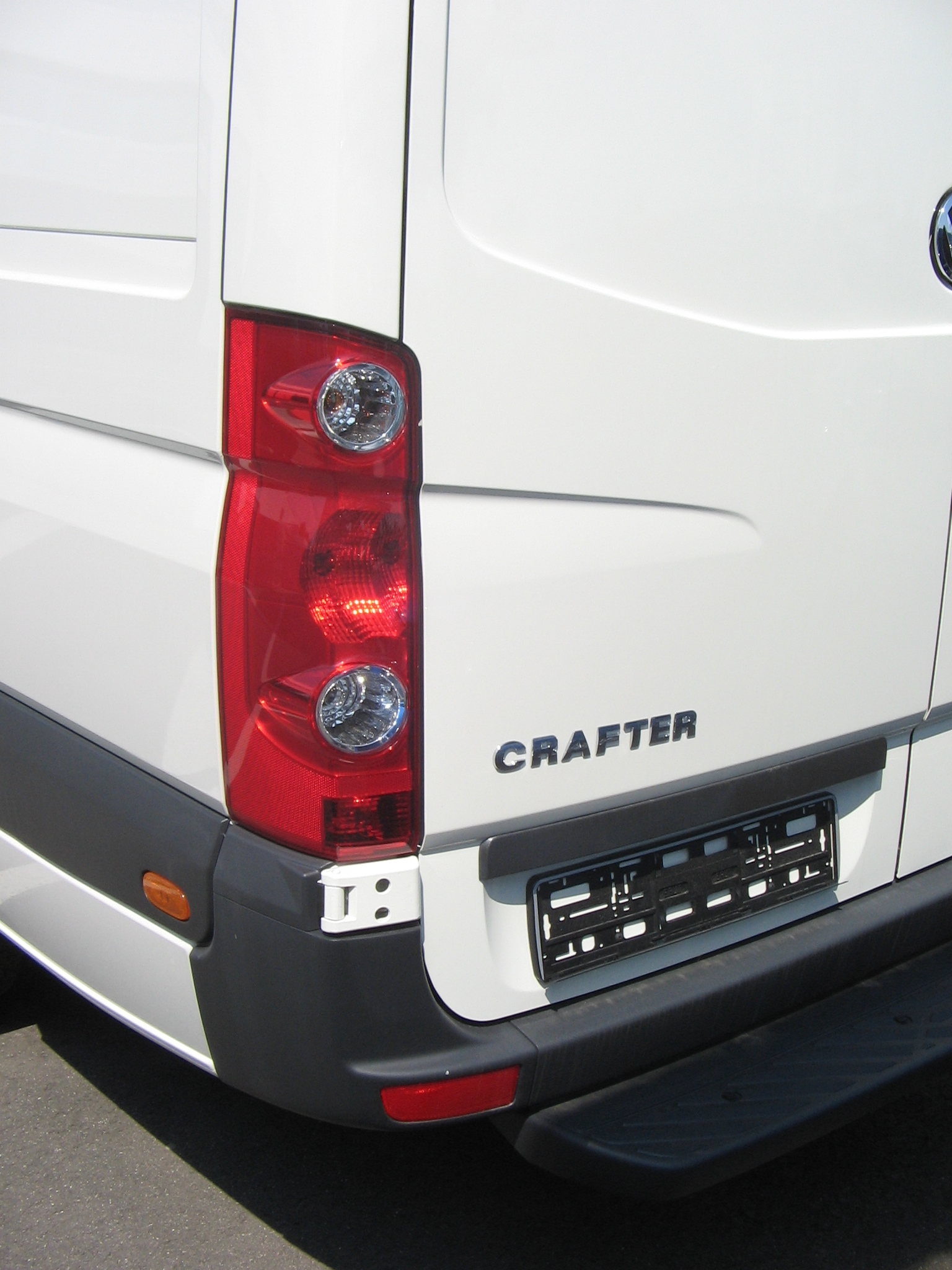
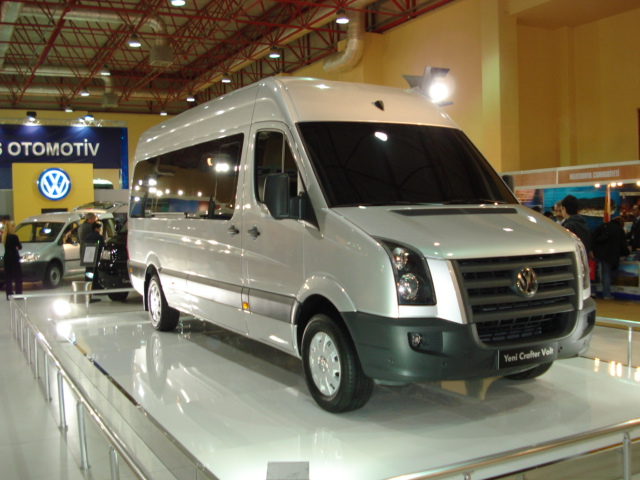
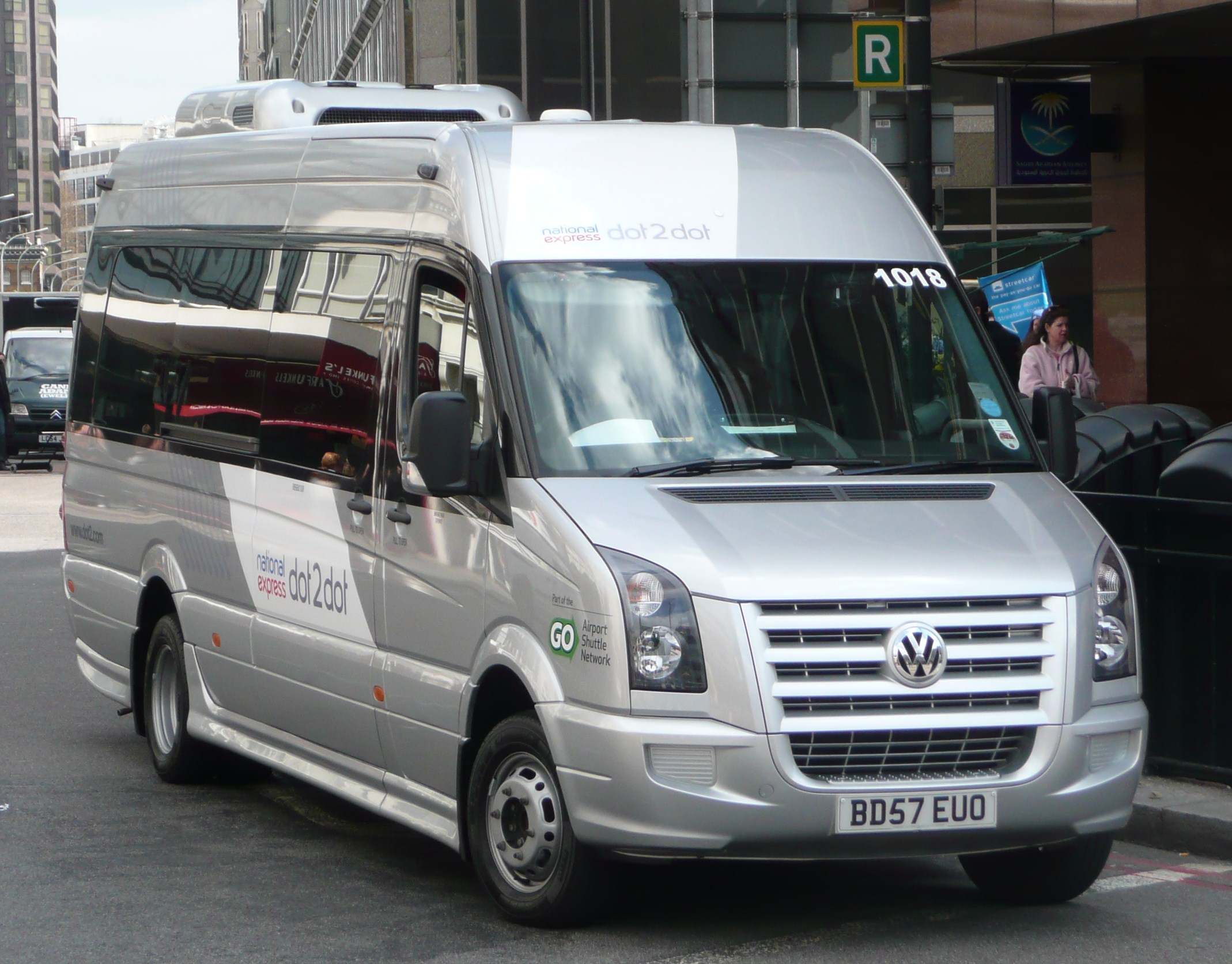